# Next Men
John Byrne's Next Men (también conocida simplemente como Next Men o JBNM) es una serie de cómic creada, escrita y dibujada por John Byrne.  Constó de 31 números (0-30) más una precuela independiente, 2112 (que podría ser considerada una secuela, ya que trascurre en el futuro de la serie original).  La serie fue publicada entre 1991 y 1995 por la compañía americana Dark Horse Comics. En España fue traducida y publicada por Norma Editorial.

## Trama
En la década de los 50, una explosión ocurrida en Alaska llama la atención de un grupo de científicos.  Allí descubren docenas de cuerpos chamuscados, uno de ellos aún vivo, portando un exoesqueleto.  El superviviente, Satanás, asesina a todos los científicos excepto a uno, al cual utiliza para conocer al senador Aldus Hilltop.  Junto a este, y manteniendo en secreto su supervivencia para el público general, crea el Proyecto Next Men: un método para engendrar superhumanos que son criados y educados en un mundo de realidad virtual.
A principios de los 90, cinco de los Next Men logran escapar del proyecto. A las dificultades para integrarse en un mundo desconocido para ellos se suma el extraño comportamiento de sus poderes una vez fuera del mundo virtual.  Los Next Men son:
1. Nathan, con unos grandes y oscuros ojos que le permiten ver en todo el espectro lumínico.
2. Jasmine, con agilidad aumentada.
3. Jack, con una fuerza sobrehumana que es incapaz de controlar.
4. Bethany, completamente invulnerable, va perdiendo gradualmente sus capacidades sensoriales.
5. Danny, que puede correr a supervelocidad.

Los Next Men son finalmente rescatados por un hombre llamado Control y su organización secreta gubernamental, mientras que Hilltop alcanza la vicepresidencia y luego la presidencia de los Estados Unidos.  La serie sigue los avances de los Next Men para conocer las razones de su propia existencia, revelándose finalmente que forman parte de un plan maestro de Satanás, desarrollado a lo largo de décadas, en una historia que toca temas como el viaje temporal y la eugenesia.

## MIV
A partir del número 7 comenzó a publicarse una historia de complemento al final de cada número llamada "MIV" (Mark IV).  Narraba la historia de un androide, 'Mark IV' (o 'Mark Ivey' según la pronunciación inglesa).  Si bien empezó como una historia independiente de la principal, gradualmente la acción fue entrelazándose con la historia de los Next Men hasta que ambas se unieron en el número 23 de la serie.

## Recopilaciones
JBNM fue recopilada originalmente en Estados Unidos en una serie de novelas gráficas, que no incluían las historias de MIV.
1. 2112
2. Book One (Libro Uno): incluye los números 0-6
3. Parallels (Paralelos): incluye los números 7-12
4. Fame (Fama): incluye los números 13-18
5. Faith (Fe): incluye los números 19-22
6. Power (Poder): incluye los números 23-26
7. Lies (Mentiras): incluye los números 27-30
8. Next Men (recopilación en 3 volúmenes de todo el material publicado en español más el inédito) Norma Editorial, 2013